# Episodi di Heartstopper (prima stagione)
La prima stagione della serie televisiva Heartstopper, composta da 8 episodi, è stata distribuita sulla piattaforma di streaming Netflix il 22 aprile 2022.
| nº | Titolo originale | Titolo italiano   | Pubblicazione UK | Pubblicazione Italia |
| -- | ---------------- | ----------------- | ---------------- | -------------------- |
| 1  | Meet             | Il primo incontro | 22 aprile 2022   | 22 aprile 2022       |
| 2  | Crush            | La cotta          | 22 aprile 2022   | 22 aprile 2022       |
| 3  | Kiss             | Il bacio          | 22 aprile 2022   | 22 aprile 2022       |
| 4  | Secret           | Il segreto        | 22 aprile 2022   | 22 aprile 2022       |
| 5  | Friend           | Buoni amici       | 22 aprile 2022   | 22 aprile 2022       |
| 6  | Girls            | Le ragazze        | 22 aprile 2022   | 22 aprile 2022       |
| 7  | Bully            | Il bullo          | 22 aprile 2022   | 22 aprile 2022       |
| 8  | Boyfriend        | Il fidanzato      | 22 aprile 2022   | 22 aprile 2022       |

## Il primo incontro
- Titolo originale: Meet
- Diretto da: Euros Lyn
- Scritto da: Alice Oseman

### Trama
All'inizio del secondo trimestre alla Truham Grammar School, allo studente del secondo anno Charlie Spring viene assegnato il posto di banco accanto a Nick Nelson, popolare studente del terzo anno che è nella squadra scolastica di rugby. I due diventano rapidamente amici e Charlie inizia a provare dei sentimenti nei confronti di Nick, tuttavia gli amici Tao Xu e Isaac Henderson lo invitano a non illudersi, affermando che Nick è eterosessuale. Allo stesso tempo, Charlie ha una relazione segreta con Ben Hope, che però non vuole essere visto con Charlie in pubblico e quando è con gli altri lo ignora. Stanco del suo comportamento, Charlie decide di lasciarlo e scopre che Ben ha in realtà una ragazza. Durante l'ora di educazione fisica, Nick nota che Charlie è molto bravo nella corsa e lo invita a unirsi alla squadra di rugby. Charlie accetta, nonostante diffidi di alcuni dei compagni di squadra che l'anno scorso lo hanno bullizzato dopo il suo coming out. Ben non vuole rinunciare alla sua relazione segreta con Charlie e decide di baciarlo con la forza, Nick però interviene e lo scaccia via. Nel frattempo, Elle Argent, amica di Charlie, Tao e Isaac, affronta i primi giorni alla Higgs Grammar School for Girls, dove si è trasferita dopo il suo coming out come ragazza transgender.

## La cotta
- Titolo originale: Crush
- Diretto da: Euros Lyn
- Scritto da: Alice Oseman

### Trama
Charlie racconta a Nick della sua ormai ex relazione con Ben e lui si dimostra molto solidale nei suoi confronti. Alla Higgs Grammar School, dopo un po' di esitazione, Elle riesce a fare amicizia con due ragazze di nome Tara Jones e Darcy Olsson. Nick invita Charlie a casa sua per incontrare il suo cane Nellie e quando inizia a nevicare i due si mettono a giocare insieme sotto la neve. Dopo il pomeriggio a casa di Nick, Charlie confida a Tao di pensare che forse Nick è effettivamente interessato a lui, ma Tao lo interrompe dichiarando di aver scoperto che Nick in realtà è innamorato di una ragazza chiamata Tara. Nonostante ciò, Charlie decide di invitare Nick a casa sua. Elle scopre che in realtà Tara è fidanzata con Darcy, ma che non hanno ancora reso la loro relazione publica. Mentre si trova a casa di Charlie, Nick cerca segretamente di toccargli la mano e si rende conto di provare dei sentimenti nei suoi confronti, portandolo a mettere in discussione il suo orientamento sessuale. Elle comunica a Charlie che Tara non è decisamente interessata a Nick.

## Il bacio
- Titolo originale: Kiss
- Diretto da: Euros Lyn
- Scritto da: Alice Oseman

### Trama
Nick viene invitato alla festa di compleanno di Harry Greene, un amico e compagno della squadra di rugby, e convince Charlie ad andare con lui. Tao è contrariato dalla scelta di Charlie, in quanto la sera della festa loro avevano già organizzato di vedere un film a casa sua con Isaac ed Elle. Alla festa, Harry e il suo gruppo di amici cercano di forzare una relazione tra Nick e Tara, che qualche anno prima si erano scambiati un bacio. Parlandoci, Nick scopre che Tara in realtà è fidanzata con Darcy e che le due non hanno più intenzione di tenere la loro relazione nascosta; poco dopo infatti si baciano davanti a tutti sulla pista da ballo. Nick va quindi alla ricerca di Charlie, che ha perso di vista, e quando Harry fa dei commenti denigratori su di Charlie, Nick gli risponde di non voler essere più suo amico. Durante la visione del film con la sola Elle, dal momento che neanche Isaac è venuto, Tao accusa Nick di star causando un allontanamento tra lui e Charlie. Nel frattempo Charlie incontra Ben, che cerca di convincerlo a tornare insieme ma lui lo respinge. Nick ritrova Charlie e, quando si ritrovano da soli in una stanza appartata, i due si scambiano il loro primo bacio. Nick viene però chiamato da Harry, che vuole chiarire quanto successo prima, e lascia da solo Charlie, che decide di andarsene dalla festa.

## Il segreto
- Titolo originale: Secret
- Diretto da: Euros Lyn
- Scritto da: Alice Oseman

### Trama
Charlie è deluso dall'improvvisa fuga di Nick e teme di aver rovinato la loro amicizia. Tuttavia, la mattina dopo Nick si presenta a casa di Charlie e lo bacia di nuovo, affermando di non essersi per nulla pentito di quanto successo il giorno prima. Nick confida di non essere ancora pronto a fare coming out e i due decidono per il momento di tenere segreta la loro relazione; si abbracciano e si scambiano un bacio sotto la pioggia. Tao, Elle, Isaac, Tara e Darcy vanno ad assistere alla partita di rugby tra la Truham e la St. John, dove giocherà anche Charlie. A causa della forte pioggia, il campo da gioco diventa estremamente scivoloso e Charlie si infortuna durante un placcaggio, portando all'interruzione della partita. Nick si reca in infermeria da Charlie e lo aiuta a pulirsi il fango dalla faccia, ma viene interrotto da Isaac che intuisce del tenero tra i due. Al termine della partita, Harry spinge Imogen Heaney, un'amica di Nick, a chiedere un appuntamento con lui. Temendo che un rifiuto possa far sorgere dei dubbi al resto della squadra, Nick accetta. L'intera conversazione viene ascoltata da Tao ed Elle.

## Buoni amici
- Titolo originale: Friend
- Diretto da: Euros Lyn
- Scritto da: Alice Oseman

### Trama
Nick sta per annullare l'appuntamento con Imogen, ma quando lei rivela che il suo cane è morto Nick non se la sente di darle un'altra delusione. Poco dopo, Charlie invita Nick alla sua festa di compleanno in una sala giochi. Nick accetta, nonostante sia lo stesso giorno dell'appuntamento con Imogen. Durante la festa, mentre si trovano da soli in bagno, Tao rivela a Charlie che Nick ha un appuntamento con Imogen e successivamente intima Nick a non giocare con i sentimenti di Charlie. Nick, che ha involontariamente ascoltato quanto detto da Tao in bagno, si scusa con Charlie e ammette esplicitamente i suoi sentimenti per lui, che Charlie ricambia. Charlie apre il regalo di Nick, una fotografia del pomeriggio in cui si sono messi a giocare insieme sotto la neve, e i due si baciano per la prima volta in pubblico. Nick invia quindi un messaggio a Imogen annullando l'appuntamento. Nel frattempo, Elle si rende conto di provare qualcosa per Tao. Il giorno dopo, Nick spiega a Imogen di non essere interessato a lei da un punto di vista romantico; Imogen apprezza la sua sincerità e i due decidono di rimanere amici.

## Le ragazze
- Titolo originale: Girls
- Diretto da: Euros Lyn
- Scritto da: Alice Oseman

### Trama
Nick pensa che potrebbe essere bisessuale e lo confida a Charlie. Allo stesso tempo, Elle rivela a Tara e Darcy di provare dei sentimenti per Tao. Durante le prove per il concerto scolastico, Nick fa coming out con Tara e Darcy, che suggeriscono un appuntamento a quattro con lui e Charlie prima del concerto. I quattro decidono poi di invitare anche Tao ed Elle, sperando di far nascere qualcosa tra i due. All'appuntamento, Elle intuisce le loro intenzioni e dichiara di non voler rovinare la sua amicizia con Tao e di aver avuto di recente già abbastanza cambiamenti nella sua vita. Elle viene quindi a conoscenza del fatto che Nick e Charlie stanno uscendo insieme. Poco prima del concerto, Tara sente delle dichiarazioni omofobe che alcune studentesse le stanno rivolgendo e scappa via. Darcy segue Tara per cercare di consolarla, ma finiscono per rimanere bloccate dentro una stanza della scuola. Tara confessa a Darcy di non aver immaginato che così tante persone l'avrebbero trattata in modo diverso dopo il suo coming out. Charlie, Nick, Tao ed Elle trovano Tara e Darcy e le liberano in tempo per l'inizio del concerto.

## Il bullo
- Titolo originale: Bully
- Diretto da: Euros Lyn
- Scritto da: Alice Oseman

### Trama
Nick invita Charlie ad andare al cinema con i suoi amici. Quando arrivano al cinema, Nick scopre però che inaspettatamente sono presenti anche Harry e Ben. Durante la visione del film, Nick e Charlie cercano di tenersi per mano senza che nessuno lo noti. Al termine del film, Harry inizia ad infastidire con domande inopportune Charlie, che decide quindi di andarsene. Mentre aspetta suo padre nel parcheggio, Charlie viene avvicinato da Ben, che afferma di averlo visto tenersi per mano con Nick e poi, nel tentativo di ferirlo, dichiara di averci provato con lui solo perché gli faceva pena. Infastidito dal modo in cui ha trattato Charlie, Nick inizia una discussione con Harry e quando lui chiama Charlie "frocio" Nick lo attacca fisicamente dandogli un pugno. Nel frattempo, Tao riceve conferma da Elle che Charlie sta uscendo con Nick e si risente perché Charlie non glielo ha detto personalmente. Convinto di essere la causa di tutti i problemi di Nick, Charlie decide di porre fine alla loro relazione, ma quando sta per farlo vengono interrotti dalla rissa scoppiata tra Harry e Tao. Al termine della rissa, Tao accusa Charlie di essersi dimenticato di lui come amico e di non avergli parlato della sua relazione con Nick.

## Il fidanzato
- Titolo originale: Boyfriend
- Diretto da: Euros Lyn
- Scritto da: Alice Oseman

### Trama
Harry viene sospeso per la rissa, ma Tao si rifiuta ancora di parlare con Charlie. Sconsolato, Charlie decide di lasciare la squadra di rugby e ignora Nick. Durante la pausa pranzo, Tao e Nick hanno una sana conversazione e mettono da parte le loro animosità. Dopo una conversazione con il professore Ajayi, Charlie riacquista fiducia in se stesso e, in occasione della giornata dello sport Truham-Higgs, cerca di farsi perdonare da Tao offrendosi per la gara dei 200 metri al suo posto. Charlie vince la gara battendo Ben, che confronta per un'ultima volta intimandogli di lasciarlo stare, e si riconcilia con Tao. Durante la partita di rugby, Nick vede Charlie tra la folla e tra lo stupore di tutti decide di lasciare il campo e prendere Charlie per mano, portandolo nel corridoio della scuola. Qui, Nick chiede a Charlie di non rompere con lui e gli spiega che il loro incontro ha cambiato la sua vita, i due quindi si riappacificano e si scambiano un bacio. Durante un appuntamento al mare organizzato da Nick, lui e Charlie ufficializzano la loro relazione e Nick rivela di essere pronto a fare coming out e dichiarare pubblicamente che stanno insieme. Ritornato a casa, Nick fa coming out con sua madre Sarah, che accetta la sua bisessualità.